# Straw Hat Pizza
O Straw Hat Pizza é uma cadeia de pizzarias fundada em 1959 em San Leandro, Califórnia.

## História
Charlie Olson e Bill Henderlong fundaram a Straw Hat Pizza em 1959, depois de trabalharem juntos numa cadeia regional chamada Me-N-Ed's. Deram à loja o nome dos chapéus (chapéu de palha) usados pelos empregados do seu antigo empregador. A certa altura, havia 230 estabelecimentos na Califórnia e no Nevada.

## Localizações
Em fevereiro de 2024, o site da empresa lista 28 locais espalhados pela Califórnia.